# Веленський
Веленський (біл. Вяленскі) — зупинний пункт Мінського відділення Білоруської залізниці в Пуховицькому районі Мінської області. Розташоване за 1 км на схід від села Новий Уборок; на лінії Осиповичі I — Мінськ-Пасажирський, поміж зупинним пунктом Блужа і станцією Пуховичі.